# La Nube de Magallanes
La Nube de Magallanes o La Nebulosa de Magallanes (Obłok Magellana) es una novela de ciencia ficción del escritor polaco Stanisław Lem. Se publicaron por entregas extensos pasajes de esta obra en 1953 y 1954 en la revista semanal de noticias Przekrój, con ilustraciones de Jerzy Skarżyński (1924-2004) que no aparecerían en ediciones posteriores. La novela vería la luz como libro en 1955, publicada por la editorial Iskry.
Escrita en primera persona, la historia trata de las dificultades de adaptación a un viaje espacial largo, de los esfuerzos de los entendidos en la materia para hacer el encierro más soportable (como es la instalación de hologramas que representan bosques y otros paisajes naturales en una sala), y del intento de comunicación con civilizaciones de otros mundos.
En la obra, Lem habla de "mecanoneurística" (mechaneurystyką), ya que la cibernética estaba considerada como una disciplina imperialista.
Lem opinaba que el resultado de la publicación, previa censura, era demasiado optimista con respecto al comunismo. Se publicaría una edición integral de la novela en los años 90.

## Trama
La acción transcurre en un futuro utópico comunista. En el siglo XXXII, dejadas ya atrás otras costumbres, la humanidad camina por la senda del progreso científico y técnico. Se practica la ingeniería climática: el protagonista, médico y gran aficionado a la astronomía y a la "mecanoneurística" (trasunto, pues, del propio Lem salvo porque ha obtenido el triunfo en los juegos olímpicos), es nativo de Groenlandia, «de cerca del círculo polar ártico, de esa parte de la isla donde el clima tropical da paso al clima templado y los palmerales a bosques de grandes caducifolios».   
La humanidad ha colonizado todo el sistema solar, y, teniendo ya los avances técnicos precisos, se dispone a emprender su primer viaje interestelar. Por sus conocimientos y por haber obtenido galardón en los juegos olímpicos, el protagonista es admitido como un miembro más de la expedición, con lo que se hace realidad su sueño de toda la vida. 
A bordo de la nave espacial Gea y a la mitad de la velocidad de la luz, por considerarse que es la máxima aconsejable para la conservación de la salud humana, 227 personas viajan hasta la agrupación Alfa Centauri para explorar su sistema planetario. Algunas parejas llevan a sus hijos con ellas. Durante el segundo año de viaje, ya no se tiene contacto con la Tierra. 
Después de casi ocho años, ya en su destino, encuentran en Próxima Centauri una nave de factura humana que resulta ser una estación espacial de guerra de los Estados Unidos y de la OTAN que lleva armas bióticas y ojivas nucleares, unas y otras aún útiles, y encuentran los cadáveres de varios astronautas. La estación se salió de su órbita y se perdió en el espacio durante la Guerra Fría. Los miembros de la nave Gea resuelven destruir la estación junto con el armamento, y así lo hacen.
Reciben entonces señales de un planeta cercano, y envían allí 31 naves de reconocimiento, pero se parecen demasiado a los cohetes de la estación destruida, y varias de ellas serán atacadas por los centaurianos.

## Adaptaciones
- 1963: Ikarie XB-1: película de Checoslovaquia.
  - Dir.: Jindřich Polák (1925-2003).[1]